# 蜜袋鼯
蜜袋鼯（學名：Petaurus breviceps）又名短面袋鼯，是澳洲東部及北部、新畿內亞及俾斯麥群島特有的細小袋鼯。牠們也已被引進到塔斯曼尼亞。

## 棲息地

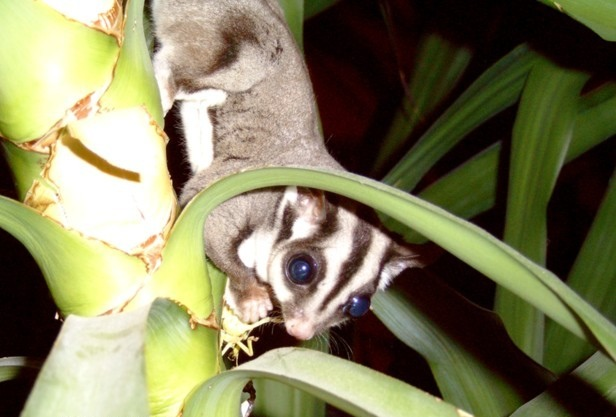
正在攀樹的蜜袋鼯。

蜜袋鼯分佈在澳洲東部及北部、塔斯曼尼亞、巴布亞新畿內亞及印尼。牠們棲息在有足夠食物供應的森林，特別是有桉樹的森林。牠們是夜間活動的，日間會睡在巢中。牠們會在夜間獵食昆蟲及細小的脊椎動物，也會吃某些桉樹及金合歡的甜樹汁。蜜袋鼯因為喜歡吃甜的東西，故得此名。
當有適合的棲息地，每1000平方米就可以有一隻蜜袋鼯，但仍要有樹穴供住宿。牠們的群落可以有7隻成鼯，與及同年出生的幼鼯，都住在同一巢穴及保護地盤。為首的成年雄鼯會負責用口水及前額腺的香味來劃地界。若沒有這種香味的入侵者則會被激烈的排除在外。

## 外表
蜜袋鼯的身體像鼬科，並有一條很長但不能抓東西的捲纏尾。雄鼯比雌鼯大，由鼻至尾巴長約9.5-12吋。牠們的毛皮很厚及柔軟，一般都呈藍灰色，但也有呈黃色、黃褐色或白色。由鼻至背部中間有一道黑間。牠們的腹部、喉嚨及胸部呈奶白色。
蜜袋鼯每腳有五趾，除了後腳的對趾外，每趾都有爪。後腳第二及第三趾是部份融合的。牠們最特別的是其翼膜，由第五指伸延至第一趾。當腳伸直時，翼膜就可以幫助牠們滑翔50-150米。牠們是利用翼膜的捲曲或移動腳及尾巴來控制滑翔。
蜜袋鼯的前額、胸部及泄殖腔有臭腺。雄鼯以臭腺來劃定地盤。雄鼯前額的臭腺很明顯，因為那地方是禿的。雄鼯的陰莖分叉。雌鼯腹部中央有育幼袋。

## 休眠
在寒冷季節、乾旱或雨夜，蜜袋鼯的活躍性會降低。由於在寒冷季節及乾旱時份，食物供應會減少，這對牠們的新陳代謝、運動及控制體溫都構成壓力，故此牠們會休眠2-23小時。在進入休眠前，蜜袋鼯會減低活動及體溫，以降低能量消耗及避免休眠。
休眠其實是一種緊急措施，讓蜜袋鼯可以降低體溫至最低的10.4℃-19.6℃來節約能量。 當食物變得稀少時，如在冬季，牠們就會降低熱量來減少能量的消耗。若要降低能量及熱量的生成，蜜袋鼯必須於秋天（5月或6月）增磅，以能於冬季生存。在野外蜜袋鼯較飼養的更多會進入休眠。

## 食性及養份
蜜袋鼯若沒有吸收足夠的養份，就會患上缺鈣。要防止低鈣血症，鈣及磷的比例就要2:1。
此動物屬於雜食性，在野外，蜜袋鼯吃桉樹及其樹汁、金合歡、花蜜及花粉、哈密瓜及多種昆蟲和蛛形綱。飼養的蜜袋鼯主要吃優質蛋白質例如；雞胸肉及白肉魚背、蛋、蝦等，其餘的則是蔬菜、水果、樹汁及花蜜。

## 繁殖
雄性及雌性蜜袋鼯性成熟的年齡各有不同。雌鼯只要8-12個月就會達至性成熟，雄鼯則需要12-15個月齡。在野外，蜜袋鼯二年會繁殖1次，但要視乎氣候及棲息地。
雌性蜜袋鼯一胎可以生1-2隻幼鼯。妊娠期為15-17天，幼鼯期後會走到母親的育幼袋繼續發育。雌鼯是否懷孕並不起眼，直至到幼鼯從牠的育幼袋中出來才知道。幼鼯會在育幼袋內連著母鼯的乳頭，幼鼯會留在此處60-70天。幼鼯逐漸會離開育幼袋。母鼯在幼鼯離開後的12天就會再次懷孕。幼鼯的眼睛在12-14天仍未能打開，初期也是差不多完全沒有毛。牠們會逐漸長出毛皮及長大。牠們需要兩個月才能完全解奶，四個月大才能自行生活。
野外壽命長達9年;通常被飼養時長達12年，報告中最長壽命為17.8年。

## 保育狀況
蜜袋鼯並非瀕危。雖然澳洲的棲息地在過往200年間嚴重消失，但蜜袋鼯卻可以棲息在細小的叢林。幾種蜜袋鼯的近親都現正瀕危，包括利氏袋鼯及澳洲袋鼯。蜜袋鼯受到澳洲法律的保護，在沒有許可下是不能飼養或捕捉牠們。

### 宠物饲养
在澳洲以外，蜜袋鼯成为一种受大众欢迎的宠物。因為只要是性別相異的蜜袋鼯就幾乎一定會發生性行為，所以雄蜜袋鼯在飼養時常常會被結紮。結紮後的雄蜜袋鼯便不再禿頭，除此之外也能解決雄蜜袋鼯之臭味問題。但是，蜜袋鼯也是常见的非法贸易动物，主要是直接从其栖息地非法捕捉及走私贩卖的问题。

## 分類
蜜袋鼯現時共有12個亞種：
- 澳洲蜜袋鼯 Petaurus breviceps breviceps
- Petaurus breviceps longicaudatus
- Petaurus breviceps ariel
- Petaurus breviceps flavidus
- 巴布亚蜜袋鼯 Petaurus breviceps papuanus
- Petaurus breviceps tafa
- 比亚克蜜袋鼯 Petaurus breviceps biacensis

## 外部連結
- Wildlife Preservation Society of Queensland
- Australian Fauna
- Tasmanian Parks